# Souad Oulhaj
Souad Oulhaj (* 12. Juni 1974) ist eine ehemalige marokkanische Fußballschiedsrichterassistentin.
Oulhaj war Schiedsrichterassistentin bei der Weltmeisterschaft 2007 in China (im Gespann von Dagmar Damková), bei der U-20-Weltmeisterschaft 2012 in Japan, bei der Weltmeisterschaft 2015 in Kanada (im Gespann von Thérèse Neguel) und beim olympischen Fußballturnier 2016 in Rio de Janeiro (als Assistentin von Gladys Lengwe).